# Louis Ier (roi d'Étrurie)
Pour les autres membres de la famille, voir Maison de Bourbon-Parme.
Pour les articles homonymes, voir Louis Ier.
Luis Francisco Filiberto de Borbón-Parme (en italien Ludovico I di Borbone ou Luigi I di Borbone), né le 5 août 1773 à Plaisance et mort le 27 mai 1803 à Florence, fut le prince héritier de la maison de Bourbon-Parme avant de devenir en 1801 le premier roi d'Étrurie sous le nom de Louis Ier.

## Biographie
Fils aîné du duc de Parme Ferdinand Ier et de Marie-Amélie d'Autriche, il est un membre de la maison de Bourbon dont le chef est le roi Louis XVI de France. Par ailleurs, il est un neveu de la reine Marie-Antoinette et de la reine d'Espagne Marie-Louise.
Membre de la maison de Bourbon-Parme, il est confronté à l'impérialisme de la Révolution française. Son père, le duc de Parme, mène une politique de neutralité tout en s'alliant secrètement avec les monarchies tutélaires de son duché ; aussi envoie-t-il son fils âgé de 21 ans à Madrid afin de lui faire épouser, en 1795, sa cousine Marie-Louise de Bourbon, infante d'Espagne. Le prince restera en Espagne jusqu'en 1801. Il figure avec sa femme et son fils sur le fameux tableau de Goya La Famille de Charles IV, et une esquisse du tableau est conservée à Madrid. 
De cette union naîtront :

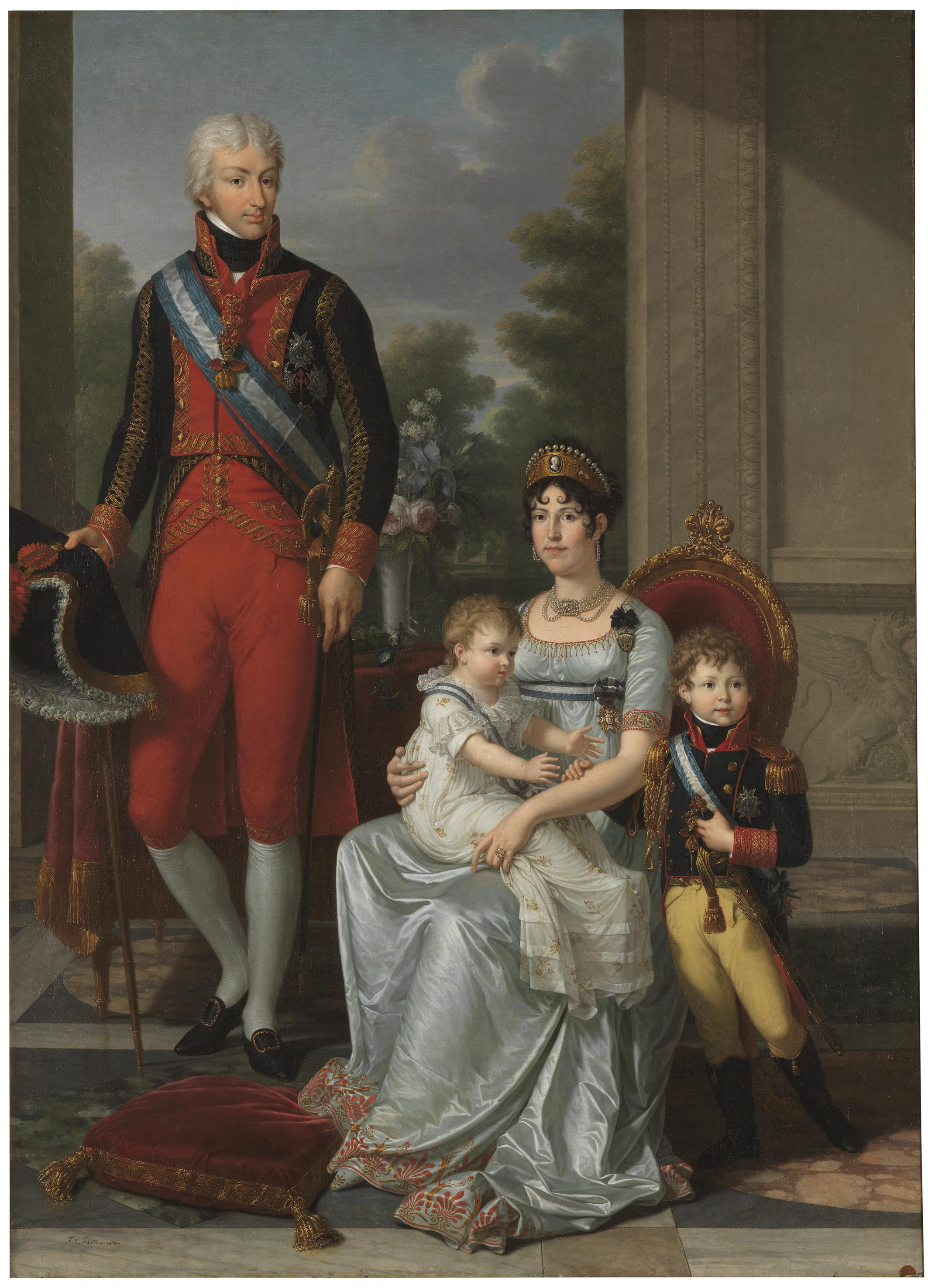
La famille royale d'Étrurie.

- Charles-Louis (1799-1883), roi d'Étrurie (1803/1807), duc de Lucques (1824/1847), duc de Parme, Plaisance et États annexés (1847/1849), épouse en 1820 Marie-Thérèse de Sardaigne (1803-1879) ;
- Marie-Louise  (1802-1857), épousa en 1825 Maximilien de Saxe (1759-1838), puis en 1838 le comte François Rossi (mort en 1854), puis en 1855 le comte Jean Vimercati (1788).

En 1799, les troupes françaises investissent Parme. Le duc et la duchesse doivent fuir. Par le traité de San Ildefonso, confirmé par le traité d'Aranjuez, le roi d'Espagne cède à la France la Louisiane. Le premier consul Napoléon Bonaparte s'engage à créer en Italie occupée un royaume sous influence espagnole. Napoléon Bonaparte remania la carte de l'Italie, créant un royaume d'Étrurie qu'il confia à Louis, prince déshérité de Parme. Il invita le couple royal à Paris et exhiba Louis, atteint d'épilepsie, à des fins de propagande. Au théâtre, on joua une pièce dans laquelle l'acteur principal tonna « j'ai fait des rois et n'ai pas voulu l'être ». Chacun y reconnut le premier consul qui, aux dépens du roi et de la reine d'Étrurie, fut applaudi comme le champion de la République.  
À la mort du duc Ferdinand Ier de Parme, la France, négligeant les droits du roi d'Étrurie, annexa de facto le duché de Parme et Plaisance.
Le roi Louis Ier mourut à Florence en 1803 à l'âge de 29 ans après seulement deux ans de règne. Laissant le trône à son fils de 4 ans, il confia la régence à son épouse Marie-Louise, fille du roi Charles IV d'Espagne.
Le royaume d'Étrurie eut une existence brève. Il fut annexé par la France dès 1807. La jeune reine trouva refuge avec ses enfants à Madrid auprès de son père le roi Charles IV d'Espagne.
L'année suivante, le roi d'Espagne dut abdiquer en faveur de son fils aîné Ferdinand VII d'Espagne lequel fut déchu de son trône par l'empereur des Français Napoléon Ier et placé en résidence surveillée en France avec ses frères. L'ex-reine d'Étrurie partagea l'exil de sa famille avant d'être envoyée à Nice. 
Le congrès de Vienne ne lui rendit pas le royaume d'Étrurie qui ne fut pas reconstitué ni son duché originel, qui fut donné à titre viager à l'ex-impératrice des Français Marie-Louise. Néanmoins le duché de Parme, Plaisance et Guastalla devaient revenir à son fils au décès de l'ex-impératrice. En attendant, l'ex-reine et ex-duchesse se vit confier l'ancienne république de Lucques érigée pour l'occasion en duché. L'infante Marie-Louise en devint la souveraine. Elle mourut en 1824.